# Eupelops miyamaensis
Eupelops miyamaensis är en kvalsterart som beskrevs av K. Fujikawa 2004. Eupelops miyamaensis ingår i släktet Eupelops och familjen Phenopelopidae. Inga underarter finns listade i Catalogue of Life.